# Lindbergh (manga)
Lindbergh (リンドバーグ?, Rindobāgu) è un manga di Ahn Dongshik, pubblicato in Giappone dal 12 maggio 2009 al 12 aprile 2013 sulla rivista Monthly Shōnen Sunday di Shogakukan.
Dal 1º aprile 2012 è edito in Italia da GP Publishing.